# Autorail ARST ADe
Les autorails ARST ADe sont des autorails à moteur diesel-électrique conçus et construits par Fiat Ferroviaria pour le transport local des voyageurs sur le réseau à écartement réduit de la Sardaigne dans les années 1950, et depuis 2008 géré par la compagnie publique ARST Société régionale de transport sarde.
La gamme des autorails diesel-électriques ARST ADe est composée de plusieurs modèles : ADe 20, 1ère série de 1957 des FCS, 19 exemplaires, ADm 50, série de 1958 des SFS, 10 exemplaires, ADe 90, série commandée en 1995 par les FdS à 7 exemplaires, ADe 300, série de 1960 des FMS, 2 exemplaires.
Le nom de cette série d'autorails est l'acronyme de Automotrice Diesel Élettrica - Autorail Diesel Electrique, matériel comprenant un moteur diesel accouplé à un générateur électrique qui alimente des moteurs électriques intégrés à plat dans les bogies. ces matériels très anciens mais d'une fiabilité et robustesse sans pareil, sont employés en service quotidien sur les lignes ARST, seul opérateur ferroviaire actuel en Sardaigne.

## Histoire

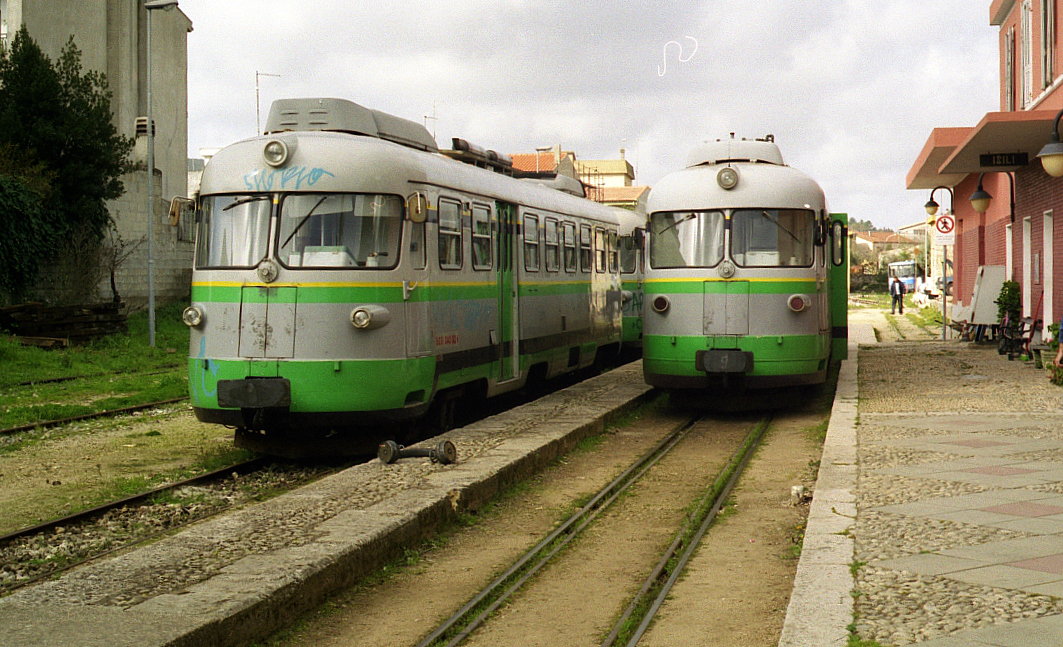
Autorails ADe 20 en gare d'Isili en 2001

Dans l'immédiat après guerre, dans le cadre du plan de modernisation des liaisons ferroviaires de l'île sarde, sur les voies étroites desservies par des locomotives à vapeur, il devint impératif de pouvoir, comme partout ailleurs en Italie où l'électrification était devenue la règle, de pouvoir diminuer les temps de parcours des liaisons ferroviaires. L'électrification étant difficile en l'absence de centrale électrique puissante sur l'île, il fut décidé de favoriser la traction diesel-électrique avec des matériels dont les constructeurs italiens avaient fait des merveilles. Il existait plusieurs compagnies de chemin de fer locales, les FCS-Ferrovie Complementari della Sardegna, les FMS-Ferrovie Meridionali Sarde et les SFS-Strade Ferrate Sarde.
Les FCS et les FMS optèrent pour les autorails diesel-électriques ADe, tandis que les SFS préférèrent leurs cousines diesel-mécaniques ADm.
La construction des 20 autorails ADe série 20 ou première série numérotés 01 à 20 ainsi que des 10 remorques RPe destinés aux lignes FCS opérant au centre et au sud de la Sardaigne, a débuté en 1957 et les premiers exemplaires ont été livrés l'année suivante et mis rapidement en service. En 1958, Fiat Ferroviaria lança la construction des 6 exemplaires ADe "série 300" numérotés 301 à 306 ainsi que les 4 remorques RPe destinés aux FMS. Ce matériel, livré en 1959 fut mis en service sur la ligne de Sulcis le 14 août 1960.
Grâce à quelques améliorations apportées sur la tracé des voies ferrées et surtout à la qualité du nouveau matériel, les opérateurs purent constater des diminutions très importantes de la durée des trajets ce qui eut pour conséquence une très forte augmentation du nombre de voyageurs qui a pratiquement été multiplié par 9 entre 1957 et 1963 sur les lignes FCS de Cagliari passant de 133.012 à 1.228.452, tandis que sur les lignes de Macomer, déjà équipées avec 6 autorails OM et Fiat des années 1930, le nombre de voyageurs passa de 176.628 à 697.418.
En 1974, toutes les dessertes FMS furent suspendues, et les matériels ADe "série 300" furent transférés l'année suivante aux FCS qui reprirent le service. En 1978, les anciens moteurs Fiat 203S des ADe 20 des FCS furent remplacés par la version actualisée Fiat 203H61, ce qui augmenta la puissance de 220 à 234 kW. Ces matériels sont toujours équipés des mêmes moteurs en 2019.
En 1989 les compagnies FCS et SFS fusionnent pour donner naissance à FdS-Ferrovie della Sardegna ce qui va entraîner un changement de livrée un revamping des aménagements intérieurs. À partir de 1996, les autorails ADe 90 vont venir compléter le parc roulant. En novembre 2010 l'inventaire du parc roulant ARST comprenait encore 16 des 20 autorails ADe.20 et 2 autorails des 6 ADe.300 des FCS.

### La Technique
Les autorails ADe série 20 ont été construits par Fiat Ferroviaria et Officine Meccaniche della Stanga pour ce qui concerne les parties mécaniques avec la collaboration de Tecnomasio pour la partie traction électrique. Conçus avec une disposition des essieux Bo'-Bo', ces autorails étaient équipés, à l'origine, de 2 moteurs Fiat 203S, 6 cylindres de 10.676 cm3, suralimentés développant une puissance de 110 kW chacun. Ces moteurs étaient déjà largement utilisés sur les autorails FS ALn 668 série 1400 des FS. Quelques années plus tard, ces moteurs ont été remplacés par les moteurs Fiat 203H61, aspirés, développant 117 kW chacun, ce qui porta la puissance de chaque autorail à 234 kW. La transmission est électrique, assurée par des générateurs accouplés aux moteurs diesel produisant l'énergie qui alimente les moteurs électriques montés dans les bogies. La vitesse d'origine était bridée à 75 km/h avec la puissance de 220 kW et passé à 95 km/h avec 234 kW.

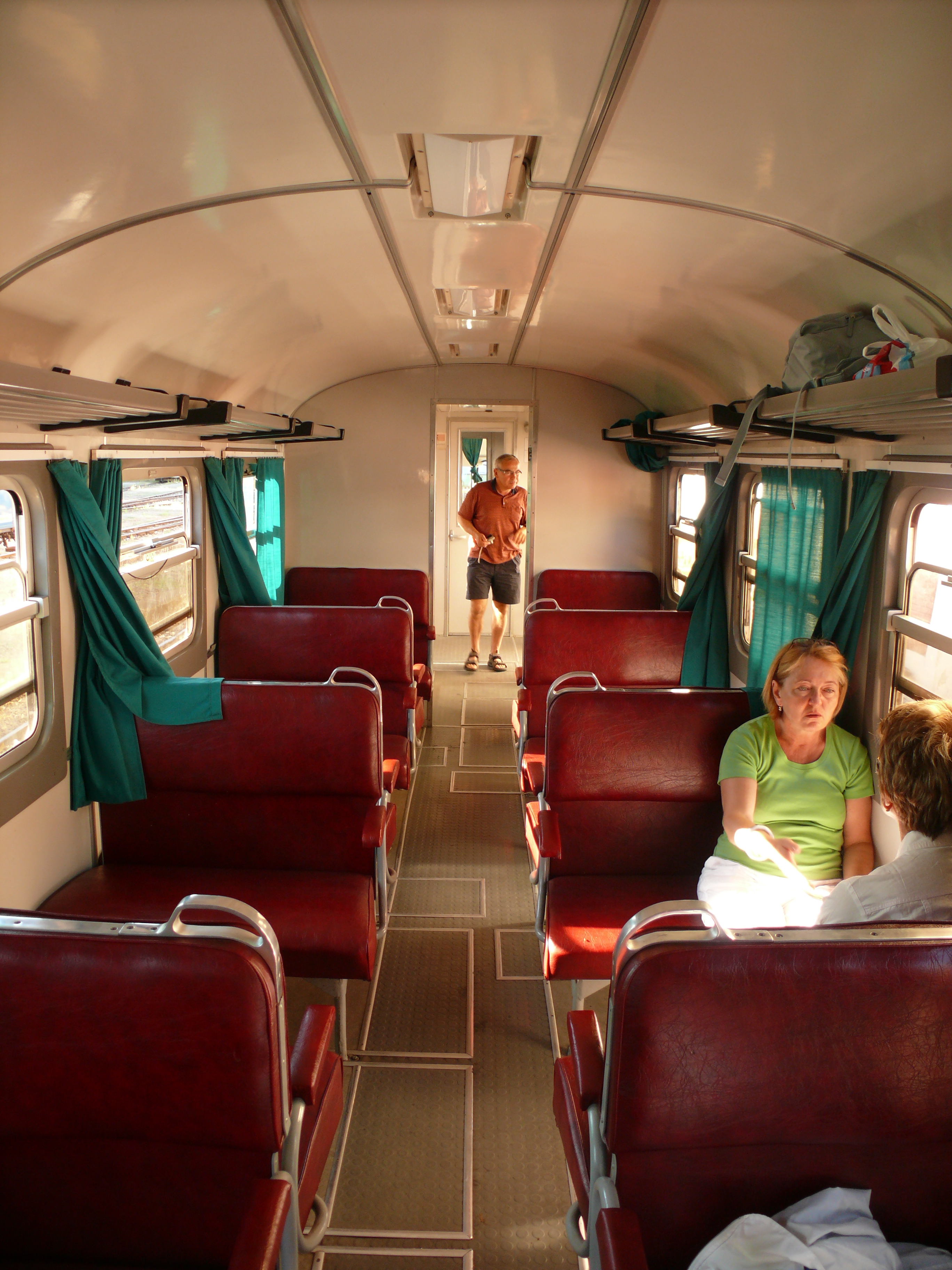
Intérieur d'un autorail ADe 20

Les autorails ADe sont tous bidirectionnels avec une cabine de conduite à chaque extrémité. Comme tous les matériels roulants de chemins de fer à voie étroite en Sardaigne, ils sont munis d'un seul tampon central, avantage qui leur permet de prendre des courbes à plus faible rayon sans obstacle ni contrainte lorsqu'ils traînent une ou plusieurs remorques ou avec autre autorail couplé. Équipés d'un appareillage permettant des couplages multiples des deux côtés, les autorails ADe peuvent aussi traîner deux remorques mais sans communication intérieure entre les voitures.
Les autorails ADe 20 disposent de 55 places assises dont 15 en 1ère classe et 40 en 2ème classe, les mêmes banquettes que celles qui équipent les Fiat ALn668. Les deux portes d'accès, une de chaque côté, sont coulissantes à commande pneumatique.

## ADE Série 300

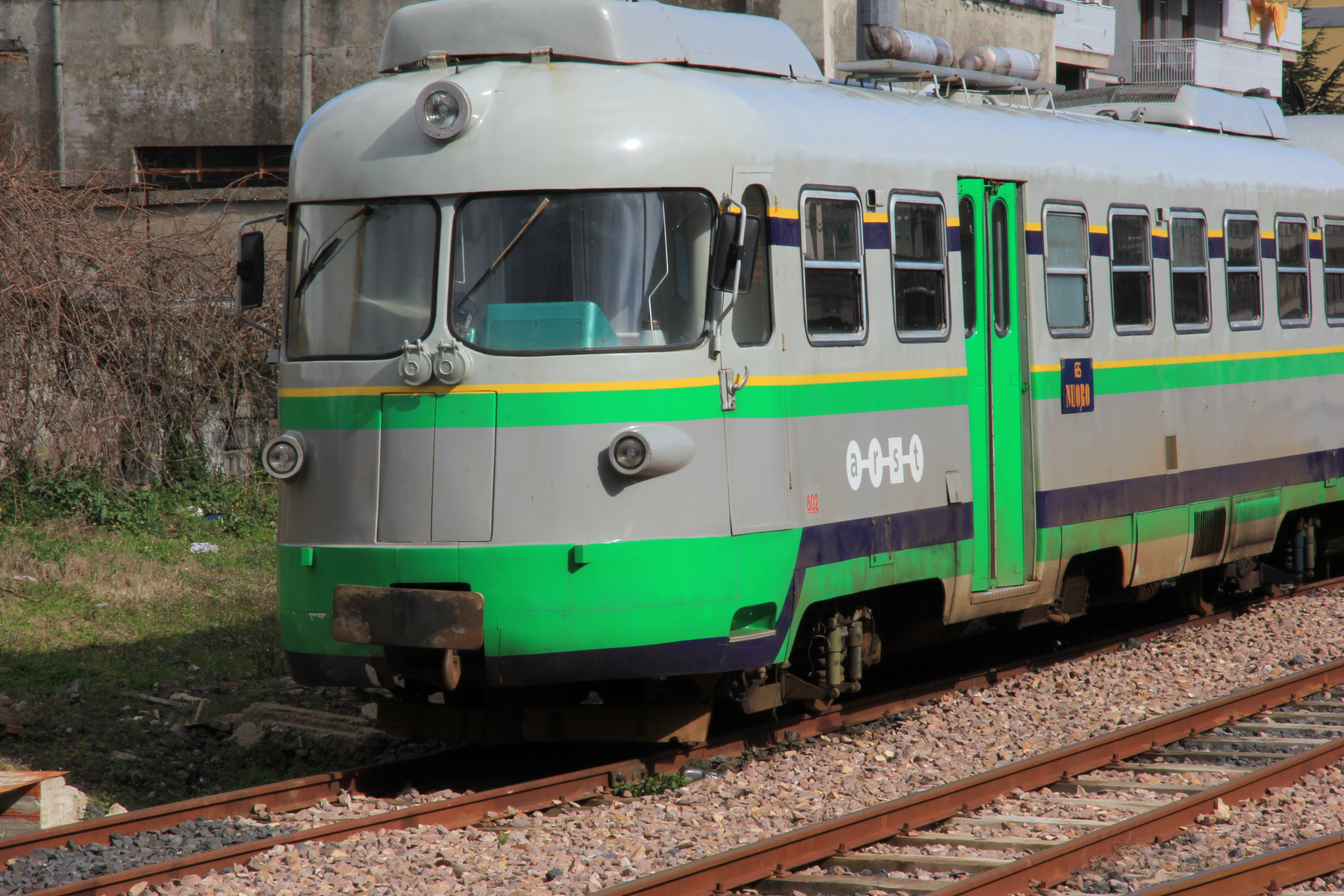
Un autorail ADe 302 des FMS jusqu'en 1974, la série 300 est reconnaissable par le double connecteur sous le pare-brise

Les autorails ADe série 300 ont été construits pour les FMS-Ferrovie Meridionali Sarde en 6 exemplaires, qui se distinguent des ADe des FCS par la prise double de l'accoupleur électrique. La partie mécanique est strictement identique avec les mêmes moteurs Fiat mais avec un rapport de transmission plus long (1:5,15 contre 1:6,27 pour les ADe des FCS) ce qui autorisait une vitesse maximale de 95 km/h. Deux de ces autorails anciens sont toujours en service actif dans le secteur de Macomer de l'ARST.

## Les autorails ADm
Les autorails de la série ADm constituent la version diesel-mécanique de la gamme ADe. Construits par Fiat Ferroviaria et Officine Meccaniche della Stanga selon le cahier des charges des SFS, en 11 exemplaires immatriculés 51 à 61, ces autorails ont été mis en service en 1958 sur les lignes à écartement réduit de la Sardaigne, secteur nord de Sassari.
Par rapport aux versions ADe diesel-électriques, les versions ADm Diesel-mécaniques sont plus puissantes avec 370 kW, puissance supérieure même aux derniers autorails ADe 90 de 1995 commandés par ARST mais avec une vitesse maximale moindre, bridée lors de leur hoimologation à 72 km/h. Si l'on excepte l'ADm 51, le prototype et premier de la série, 10 exemplaires sont toujours en service actif sur les lignes régulières ARST.

## Les Remorques RPe & RPm
Les deux séries ADE comme la série ADm ont été complétées par des voitures remorques de voyageurs. Ces voitures, comportant à une extrémité une cabine de conduite sont des remorques semi-pilotes identifiées sous les sigles RPe et RPm. Ces voitures comportent un compartiment de 1ère classe et de 2ème classe ainsi qu'un compartiment à bagages accessible par rideau à enrouleur sur l'extérieur pour le chargement.
Au total, 22 remorques ont été construites, 10 RPe pour les FCS immatriculées 101 à 110, dont 4 sont toujours en service en 2019), 4 pour la série 300 des FMS immatriculées 351 à 354, et 8 RPm pour les SFS immatriculées 151 à 158, toutes encore opérationnelles sauf la RPm158. À l'usage, les cheminots ARST ont souvent trouvé plus aisé de coupler deux autorails plutôt que d'ajouter une remorque à une motrice. Mais il n'est pas rare de voir circuler deux motrices et une remorque en cas d'affluence sur les lignes à certaines heures.